# Pomerelia

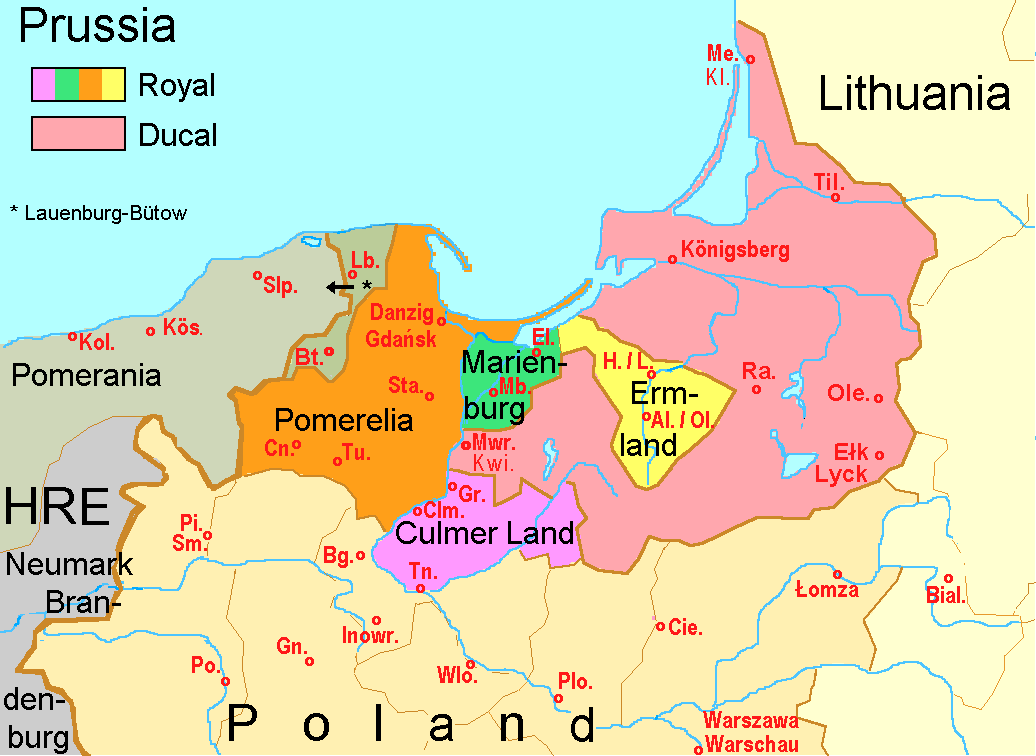
Pomerelia ca parte a Prusiei Regale.

Pomerelia (latină Pomerelia; germană Pomerellen, Pommerellen), cunoscută și ca Pomerelia Orientală (poloneză Pomorze Wschodnie) sau Pomerania Gdańsk (poloneză Pomorze Gdańskie), este o regiune istorică din nordul Poloniei. Pomerelia se află între Marea Baltică și râul Vistula. Cel mai mare oraș este Gdańsk. Din 1999 regiunea face parte din Voievodatul Pomeranian. 